# Robert Desnos
Robert Desnos (4. července 1900 Paříž – 8. června 1945 Terezín) byl francouzský básník. Jeho dílo a život jsou spjaty s vývojem surrealismu v meziválečné Francii.

## Život
Robert Desnos prožil téměř celý život v Paříži. Narodil se v ní roku 1900 v domě na rue Saint-Martin. Stejně jako ulice i celá čtvrť je pojmenovaná po svatém Martinovi a Desnos na tuto část města, kde prožil své mládí, pak odkazuje i ve své poezii. Vystudoval obecnou a následně obchodní školu, ale na univerzitě již nestudoval. Během první světové války se rozhádal se zbytkem rodiny. Odstěhoval se pryč z rue Saint-Martin a vystřídal mnoho zaměstnání. V roce 1925 se nakonec usadil v ateliéru v rue Blomet, kde před ním bydlel André Masson.
V roce 1930 se seznámil s Lucií Badoul zvanou „Jouki”, ženou japonského malíře Cuguhary Fudžity. Fudžita svou manželku během roku 1931 opustil a odjel do Jižní Ameriky. Z Jouki a Desnose se stal pár. Nejdříve spolu žili v ulici Lacretelle, ale v roce 1934 se odstěhovali do bytu v rue Mazarine 19, který se stal místem pravidelných sobotních setkávání umělců, básníků, spisovatelů, cestovatelů atd. Mezi návštěvníky těchto setkání byli např. Pablo Picasso, Joan Miró, Jean-Louis Barrault.
V roce 1932 a 1935 podnikl Desnos s Jouki cesty po Španělsku. Při druhé cestě je hostil Pablo Neruda, který byl v té době chilským konzulem v Madridu.

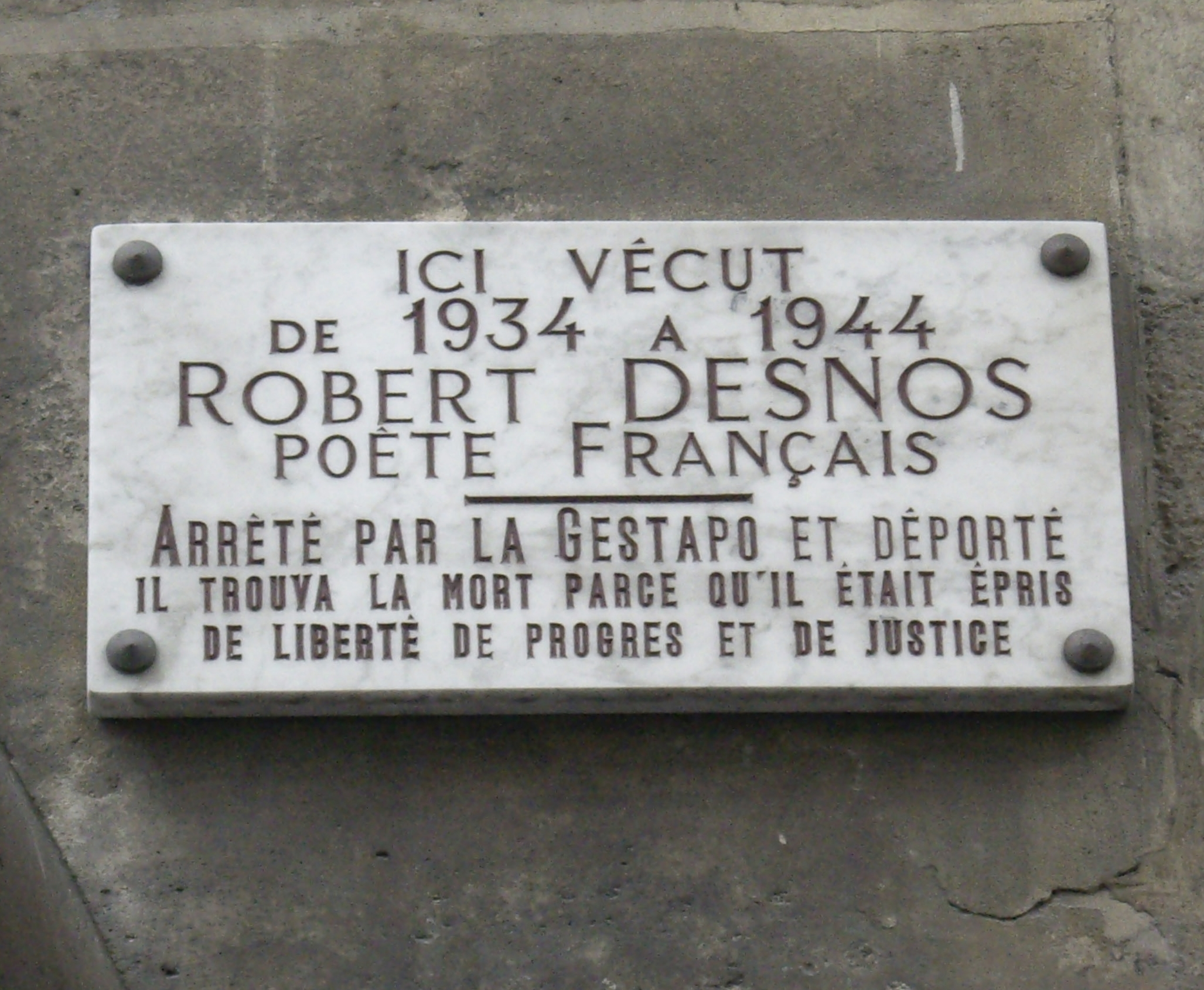
Pamětní deska v Paříži (Plaque Robert Desnos, 19 rue Mazarine, Paris 6)

Roku 1939 vypukla 2. světová válka. Robert Desnos narukoval. Nejdříve působil v Nantes, poté byl převelen do Alsaska. Byl však zajat a po uzavření příměří (22. června v Compiègne) se vrátil do civilu a do Paříže. Nezůstal nečinný a v roce 1942 se stal členem ilegální skupiny AGIR.
Dne 22. února 1944 byl Desnos zatčen gestapem a internován ve Fresnes, poté v Compiègne a pak nedaleko saského města Flöha. Z Flöh byl na konci války přesunut do českého Terezína. Desnos se sice dožil osvobození tábora, ale v té době již trpěl tyfovou nákazou následkem zdejší epidemie skvrnitého tyfu. Zemřel 8. června 1945.
Dne 20. října 1945 předala česká delegace vedená Františkem Halasem v Paříži urnu s básníkovými ostatky. Ta byla uložena do rodinné hrobky na Montparnasském hřbitově.

## Dílo
S literární tvorbou začal Desnos už na studiích. V roce 1917 (tedy v jeho 17 letech) poprvé vydal své básně a to časopisecky (převážně v revui La Tribune des Jeunes). Po první světové válce začal spolupracovat s revuí Le Trait d'Union (Zde uveřejnil své básně, které se dají někdy označit za provokativní nebo nonkonformní např. Óda na kokain. Některé jeho pozdější práce byly i zcenzurovány jako „nemravné“ např. Svoboda nebo láska).
V roce 1920 se seznámil s Benjaminem Péretem, který ho představil dadaistickému hnutí (mimo jiné s Tristanem Tzarou a André Bretonem). Po rozpadu dadaistického hnutí se podílel na vzniku hnutí surrealistického. V roce 1925 byla zahájena první surrealistická výstava. Desnos byl spolu s Bretonem autorem předmluvy v katalogu k výstavě. V tomto období publikoval v revuí La Révolution surréaliste, ale vycházely mu i samostatné sbírky (např. Smutek za smutek). V roce 1930 se vyhrotily jeho vztahy s Bretonem – napsal proti němu spolu s dalšími surrealistickými básníky text s názvem Mrtvola a s nimi taky vydal 3. manifest surrealismu (také směřovaný proti osobě André Bretona).
I během druhé světové války nadále psal a publikoval. V roce 1942 vydáal sbírku Fortunes, která shrnuje jeho dílo za období 1930–1937. V následujících letech už publikoval pod pseudonymy (např. Lucien Gallois). I po jeho uvěznění a následné smrti byly nadále vydávány jeho básně, které do té doby nestihl vydat.
Kromě básnické činnosti se Desnos věnoval i próze a filmu. Pro Paris-Journal psal články o filmu a filmové recenze. Podle jeho básně Mořská hvězda natočil Man Ray film. V roce 1930 vydal v Revue du cinéma filmový scénář Úskalí lásky. V roce 1933 je pak podle jeho dalšího scénáře natočen film Ve vepřové pečínce jsou připínáčky. Ještě v roce 1944 vstoupil do pařížských kin Desnosův film Dobrý večer, dámy, dobrý večer, pánové.
Spolupracoval také s rozhlasem, pro který vytvořil pásmo Fantomas (1933). Psal i texty pro zhudebnění: Kantáta čtyř živlů, Kantáta k otevření muzea. Hudbu k nim složil Darius Milhaud.